# Ceignes
Ceignes est une commune française, située dans le département de l'Ain en région Auvergne-Rhône-Alpes. Elle est située au col de Cerdon sur un large plateau que borde l'extrémité des Monts Berthiand. La commune est située à environ 40 kilomètres de Bourg-en-Bresse et 16 kilomètres de Nantua.

## Géographie

### Situation

#### Localisation
Ceignes se situe au centre est du département de l'Ain dans le Haut-Bugey, dans le massif du Jura. Son territoire communal de 1001 hectares est vallonné par les Monts Berthiand. Il est délimité par les communes de Peyriat, Maillat, Labalme, Saint-Alban, Challes-la-Montagne et Leyssard. La commune comprend plusieurs groupes d'habitations, le village de Ceignes et les hameaux d'Étables et de Moulin-Chabaud.

#### Communes limitrophes
| Leyssard            | Peyriat |         |
| Challes-la-Montagne | Ceignes | Maillat |
| Saint-Alban (Ain)   | Labalme |         |

### Climat
Pour des articles plus généraux, voir Climat d'Auvergne-Rhône-Alpes et Climat de l'Ain.
En 2010, le climat de la commune est de type climat de montagne, selon une étude du CNRS s'appuyant sur une série de données couvrant la période 1971-2000. En 2020, Météo-France publie une typologie des climats de la France métropolitaine dans laquelle la commune est exposée à un climat de montagne ou de marges de montagne et est dans la région climatique Jura, caractérisée par une forte pluviométrie en toutes saisons (1 000 à 1 500 mm/an), des hivers rigoureux et un ensoleillement médiocre.
Pour la période 1971-2000, la température annuelle moyenne est de 9,4 °C, avec une amplitude thermique annuelle de 17 °C. Le cumul annuel moyen de précipitations est de 1 594 mm, avec 12,2 jours de précipitations en janvier et 8,9 jours en juillet. Pour la période 1991-2020, la température moyenne annuelle observée sur la station météorologique de Météo-France la plus proche, « Vieu », sur la commune de Vieu-d'Izenave à 5 km à vol d'oiseau, est de 9,4 °C et le cumul annuel moyen de précipitations est de 1 610,3 mm,. Pour l'avenir, les paramètres climatiques de la commune estimés pour 2050 selon différents scénarios d'émission de gaz à effet de serre sont consultables sur un site dédié publié par Météo-France en novembre 2022.

### Voies de communication et transports

#### Voies routières
Ceignes est traversée, depuis 1986, par l'autoroute A 40 sur une longueur de 4,250 km, mais ne possède pas de sortie sur son territoire. Il faut se rendre à Saint-Martin-du-Frêne, à environ 5 km, pour y accéder. Deux aires de service ont été aménagées sur le territoire communal. L'aire de Ceignes-Cerdon, dans le sens Mâcon-Genève est possède un grand parking pour les véhicules de toutes dimensions ainsi qu'une station-service. La seconde est l'aire de Ceignes Haut-Bugey, dans les sens Genève-Mâcon avec également une station-service.
Cette autoroute des Titans passe par le col de Ceignes (646 m), de 8 km, dont une pente de 6 % sur 3 km.
La route départementale D 1084 traverse également la commune à hauteur du hameau Moulin-Chabaud Elle permet de se rendre en direction de Nantua ou Oyonnax par le nord, et Poncin ou Ambérieu-en-Bugey par le sud. La commune est également traversée sur la route départementale 11 entre Cerdon et Matafelon-Granges. De plus la route départementale 11 g permet d'accéder à Leyssard.

#### Transport ferroviaire
Une ligne de tramway existait jusqu'à la fin de la première moitié du XXe siècle. Celle-ci reliait Nantua à Ambérieu-en-Bugey en longeant la route nationale 84 (aujourd'hui appelée route départementale D1084) avec une gare dans le hameau Moulin-Chabaud. Le service fut interrompu à la suite de l'effervescence du transport routier, malgré tout, il fut d'un grand service aux populations desservies.

## Urbanisme

### Typologie
Au 1er janvier 2024, Ceignes est catégorisée commune rurale à habitat dispersé, selon la nouvelle grille communale de densité à 7 niveaux définie par l'Insee en 2022.
Elle est située hors unité urbaine et hors attraction des villes,.

### Occupation des sols
L'occupation des sols de la commune, telle qu'elle ressort de la base de données européenne d’occupation biophysique des sols Corine Land Cover (CLC), est marquée par l'importance des forêts et milieux semi-naturels (62 % en 2018), une proportion identique à celle de 1990 (62 %). La répartition détaillée en 2018 est la suivante : 
forêts (62 %), zones agricoles hétérogènes (29,2 %), zones industrielles ou commerciales et réseaux de communication (5,5 %), prairies (3,3 %).
L'évolution de l’occupation des sols de la commune et de ses infrastructures peut être observée sur les différentes représentations cartographiques du territoire : la carte de Cassini (XVIIIe siècle), la carte d'état-major (1820-1866) et les cartes ou photos aériennes de l'IGN pour la période actuelle (1950 à aujourd'hui).

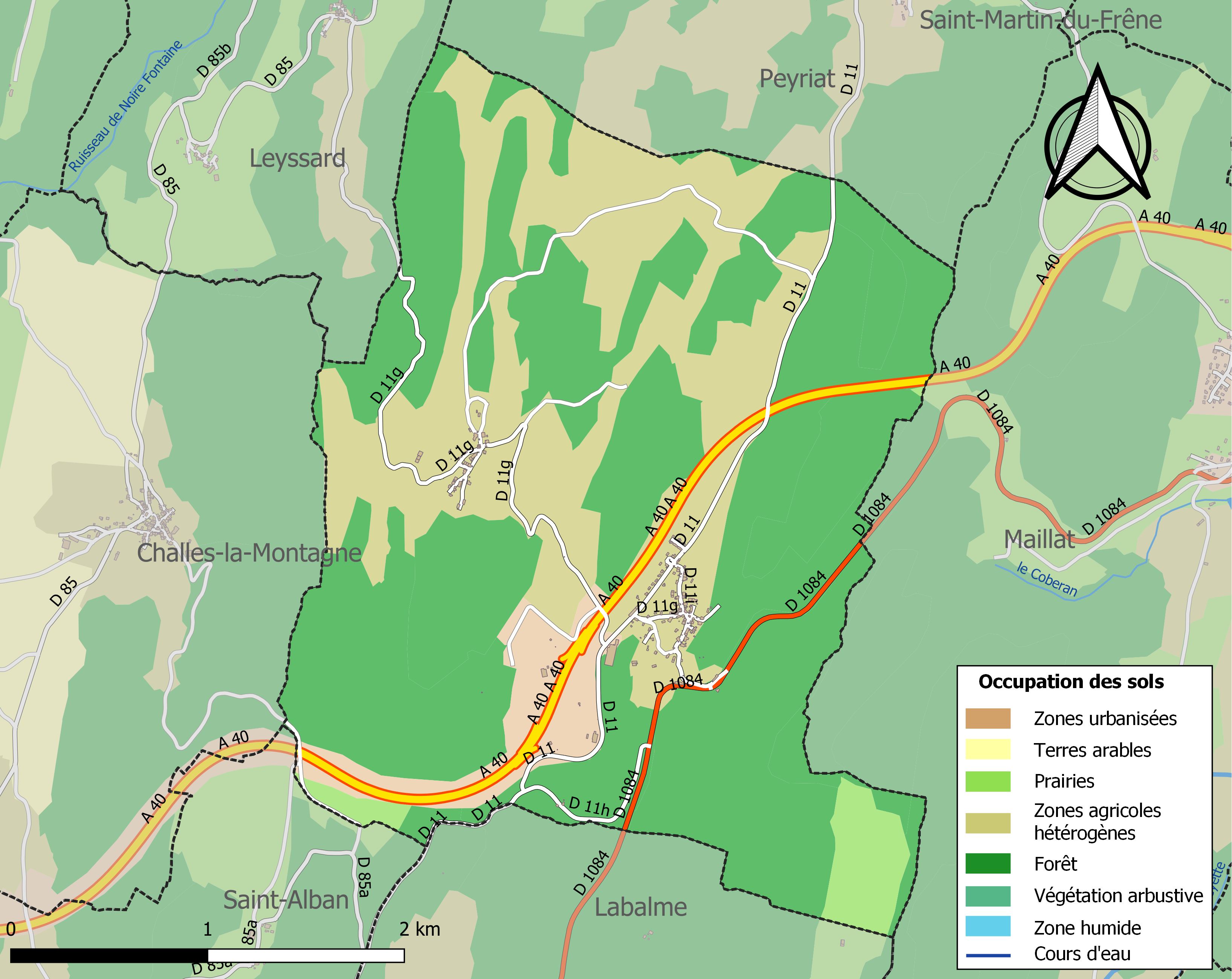
Carte des infrastructures et de l'occupation des sols de la commune en 2018 (CLC).

#### Logement
Le nombre total de logements dans la commune est de 104. Parmi ces logements, 85,6 % sont des résidences principales, 13,5 % sont des résidences secondaires et 1 % sont des logements vacants. Ces logements sont pour une part de 97,8 % des maisons individuelles et 2,2 % sont d'autre part des appartements. La part d'habitants propriétaires de leur logement est de 69,7 %. Ce qui est supérieur à la moyenne nationale qui se monte à près de 55,3 %. En conséquence, le nombre de locataires est de 28,1 % sur l'ensemble des logements qui est inversement inférieur à la moyenne nationale qui est de 39,8 %. On peut noter également que 2,2 % des habitants de la commune sont des personnes logées gratuitement alors qu'au niveau de l'ensemble de la France le pourcentage est de 4,9 %. Toujours sur l'ensemble des logements de la commune, aucun ne sont des studios, 5,6 % sont des logements de deux pièces, 16,9 % en ont trois, 40,4 % des logements disposent de quatre pièces, et 37,1 % des logements ont cinq pièces ou plus.

## Toponymie
Ceignes et ses hameaux n'ont pas gardé le même nom suivant les années. Ceignes s'appelait Cyennies  en 1299, Cyennis Jusqu'en 1369, Cegnies jusqu'en 1394, Ceynies en 1394, Ciegne et Ceigne au XVIIe siècle et au XIXe siècle.
En arpetan, une ceigne est un espace défriché et devenu boueux ; sans doute, une zone de défrichement dont les sols, imperméables ou faiblement perméables, avaient tendance à se transformer rapidement en espaces boueux.[réf. nécessaire]

### Les hameaux
Étables était Stabulis jusqu'en 1223 puis Estrablos jusqu'en 1250. Le nom d’Estrable apparait pour être remplacé par Estable en 1670 et devenir Étable jusqu'à la fin du XVIIIe siècle.
Le second hameau, Moulin-Chabaud s'appelait autrefois les Barraques.

## Histoire

### Faits historiques

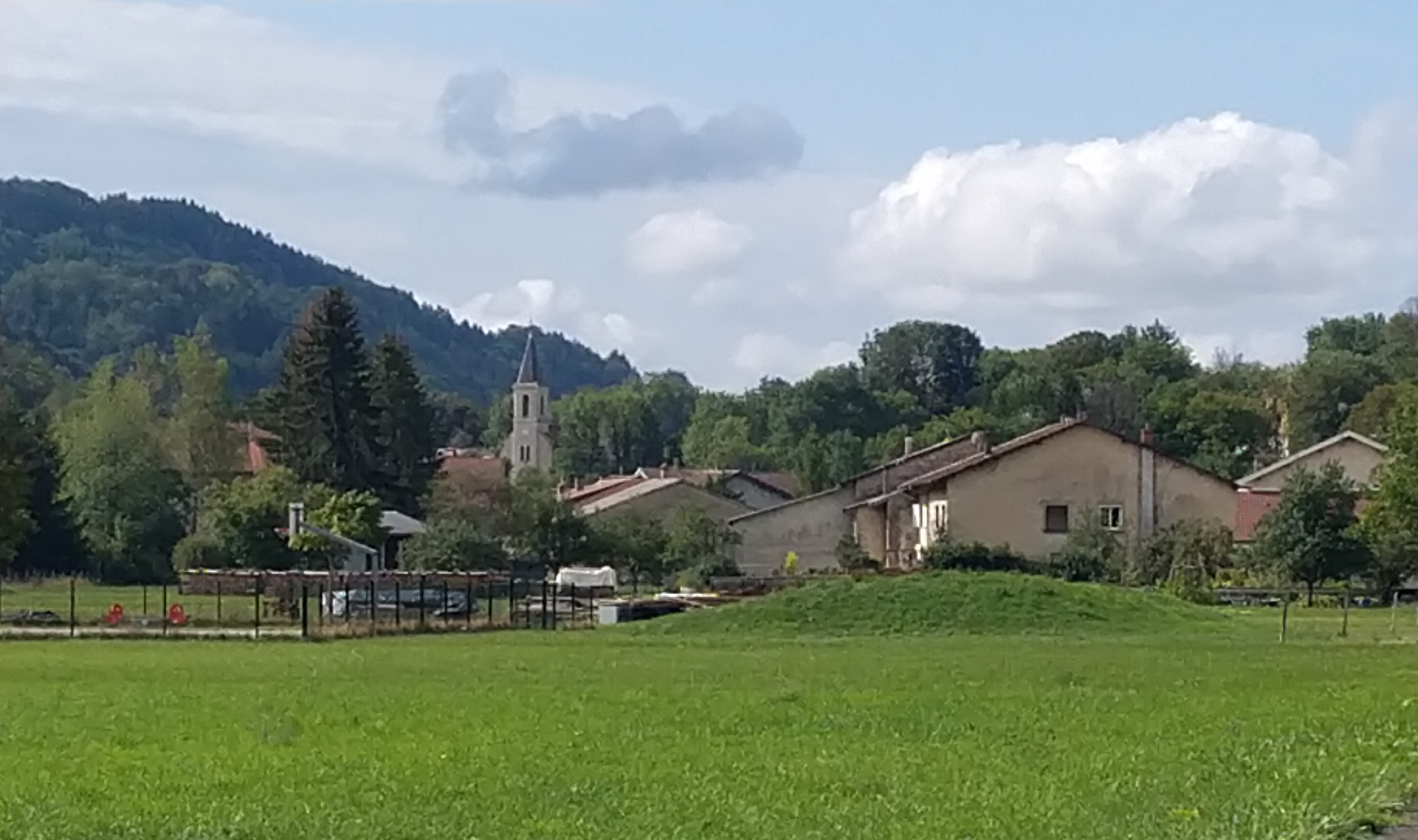
Ceignes vue de la route de Peyriat

Le site d'Étables semble avoir été une étape sur la voie romaine venant de Lyon.
Au Moyen Âge, d'abord dépendant des seigneurs de Coligny puis de ceux de Thoire, Étables passe sous domination savoyarde en 1402 et ceci jusqu'en 1601, date de rattachement des Pays de l'Ain à la France, par le Traité de Lyon. Un château semble avoir existé à l'emplacement le plus élevé du village, mais il ne reste aujourd'hui que les vestiges des murailles. Une tradition veut qu'au début du XVIIe siècle, les maisons du village aient été totalement détruites par les flammes.
En 1790 déjà, la population du hameau de Ceignes dépasse celle d'Étables. En 1809 la paroisse est transférée à Ceignes, et en 1879, Étables cesse d'être le chef-lieu de la commune au profit de Ceignes. En 1926 et la fin du sectionnement électoral, le hameau perd même les 3 sièges qui lui étaient réservés au conseil municipal.

## Politique et administration

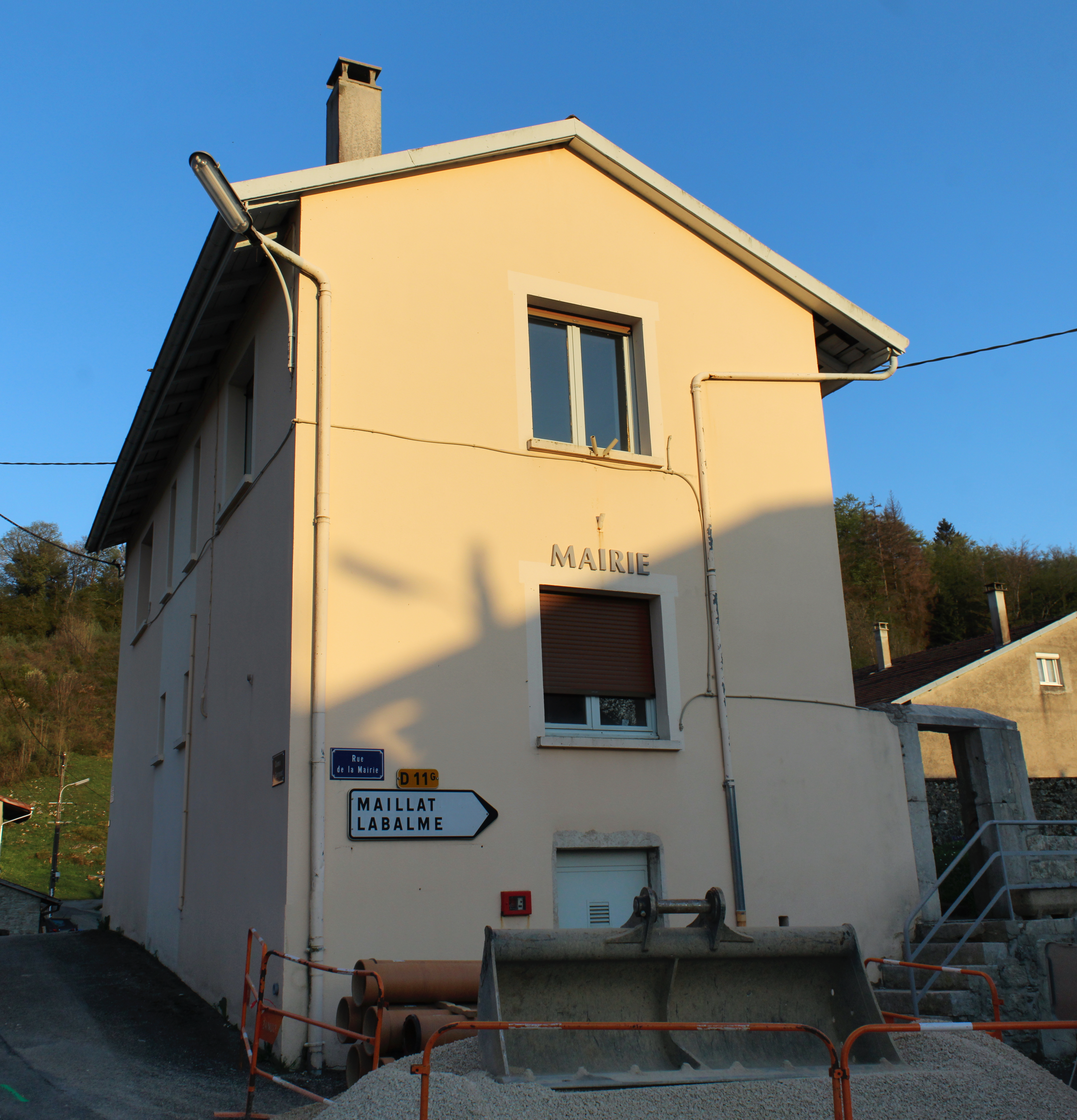
Mairie.

### Administration municipale
Le conseil municipal est composé de 11 membres, dont le maire et une adjointe pour la mandature 2020-2026.

### Liste des maires
Liste de l'ensemble des maires qui se sont succédé à la mairie de la commune :
| Période                                  | Période  | Identité                 | Étiquette | Qualité                         |
| ---------------------------------------- | -------- | ------------------------ | --------- | ------------------------------- |
| 1794                                     | 1800     | Jean Pierre Clerc-Lazard |           |                                 |
| 1800                                     | 1816     | Jean François Clerc      |           |                                 |
| 1816                                     | 1819     | Joseph Vuarin            |           |                                 |
| 1819                                     | 1831     | Jean Baptiste Vuarin     |           |                                 |
| 1831                                     | 1865     | Jean Marie Clerc         |           |                                 |
| 1865                                     | 1871     | J. F. Clerc              |           |                                 |
| 1871                                     | 1874     | Jean Baptiste Mercier    |           |                                 |
| 1874                                     | 1876     | César Gustave Clerc      |           |                                 |
| 1876                                     | 1881     | Jean Baptiste Mercier    |           |                                 |
| 1881                                     | 1904     | Alphée Molard            |           |                                 |
| 1904                                     | 1908     | Jules Vuarin             |           |                                 |
| 1908                                     | 1912     | Eugène Chardeyron        |           |                                 |
| 1912                                     | 1925     | Jules Vuarin             |           |                                 |
| 1925                                     | 1929     | Henri Berne              |           |                                 |
| 1929                                     | 1945     | Jules Molard             |           | réélu en 1935, maintenu en 1940 |
| 1945                                     | 1947     | Claudius Balland         |           |                                 |
| 1947                                     | 1953     | Joseph Déléaz            |           |                                 |
| 1953                                     | 1959     | Raymond Berne            |           |                                 |
| 1959                                     | 1965     | Henri Molard             |           |                                 |
| 1965                                     | 1971     | Joseph Déléaz            |           |                                 |
| 1971                                     | 1977     | Henri Girousse           |           |                                 |
| 1977                                     | 1995     | Ernest Clerc             |           |                                 |
| 1995                                     | 2001     | Yves Brossier            |           |                                 |
| 2001                                     | 2008     | Jean-Luc Perret          |           |                                 |
| 2008                                     | En cours | Alain Aubœuf             | SE        | Professeur des écoles           |
| Les données manquantes sont à compléter. |          |                          |           |                                 |

### Jumelages
La commune n'a pas développé d'association de jumelage.

## Population et société

### Démographie
L'évolution du nombre d'habitants est connue à travers les recensements de la population effectués dans la commune depuis 1793. Pour les communes de moins de 10 000 habitants, une enquête de recensement portant sur toute la population est réalisée tous les cinq ans, les populations de référence des années intermédiaires étant quant à elles estimées par interpolation ou extrapolation. Pour la commune, le premier recensement exhaustif entrant dans le cadre du nouveau dispositif a été réalisé en 2004.
En 2022, la commune comptait 263 habitants, en évolution de +3,95 % par rapport à 2016 (Ain : +5,15 %, France hors Mayotte : +2,11 %).
| 1793 | 1800 | 1806 | 1821 | 1831 | 1836 | 1841 | 1846 | 1851 |
| ---- | ---- | ---- | ---- | ---- | ---- | ---- | ---- | ---- |
| 352  | 373  | 442  | 444  | 402  | 435  | 436  | 411  | 417  |

| 1856 | 1861 | 1866 | 1872 | 1876 | 1881 | 1886 | 1891 | 1896 |
| ---- | ---- | ---- | ---- | ---- | ---- | ---- | ---- | ---- |
| 393  | 355  | 350  | 308  | 319  | 287  | 291  | 267  | 259  |

| 1901 | 1906 | 1911 | 1921 | 1926 | 1931 | 1936 | 1946 | 1954 |
| ---- | ---- | ---- | ---- | ---- | ---- | ---- | ---- | ---- |
| 239  | 225  | 185  | 178  | 150  | 146  | 135  | 128  | 134  |

| 1962 | 1968 | 1975 | 1982 | 1990 | 1999 | 2004 | 2006 | 2009 |
| ---- | ---- | ---- | ---- | ---- | ---- | ---- | ---- | ---- |
| 131  | 124  | 114  | 136  | 160  | 230  | 273  | 282  | 265  |

| 2014 | 2019 | 2022 | - | - | - | - | - | - |
| ---- | ---- | ---- | - | - | - | - | - | - |
| 263  | 255  | 263  | - | - | - | - | - | - |

### Enseignement
L'école de Ceignes se situait dans la mairie. Un bâtiment à trois niveaux qui fut construit en 1877, au centre du village, sur la place. Le rez-de-chaussée abritait la salle de classe alors que le premier niveau était le logement de l'instituteur. Le second étage étant le lieu du conseil municipal et les archives. L'école fut fermée en 1982 à cause du manque d'effectif, mais la salle de classe est toujours conservée en l'état. Les enfants de Ceignes sont scolarisés à Nurieux, et bénéficient d'un transport scolaire avec ramassage dans les hameaux.
Le collège le plus proche de Ceignes est le collège "Théodore-Rosset" de Montréal-la-Cluse. Le département de l'Ain met à disposition un transport scolaire gratuit le matin et le soir qui passe par plusieurs arrêts dans les différents hameaux de la commune.
Il en est de même pour le transport jusqu'au lycée. Ceignes se situe dans le secteur du lycée "Xavier-Bichat" de Nantua, mais certaines navettes permettent aux jeunes d'aller jusqu'aux lycées "Arbez-Carme" de Bellignat ou "Paul-Painlevé" d'Oyonnax suivant les orientations choisies.

### Manifestations culturelles et festivités
La commune de Ceignes possédant deux églises — l'église Sainte-Catherine dans le chef-lieu et la chapelle Saint-Laurent dans le hameau d’Étables — il y a deux fêtes patronales : le 25 novembre pour la fête de Sainte-Catherine et le 10 août pour la fête de Saint-Laurent.
En 2021, le comité des fêtes s'est reconstitué et a déjà proposé plusieurs manifestations.

### Santé
Les pharmacies les plus proches sont celles d'Izernore, de Saint-Martin-du-Frêne et de Montréal-la-Cluse. Des médecins s'y trouvent également.
Ceignes se situe dans le secteur du centre hospitalier du Haut Bugey à Oyonnax. Ce bâtiment ouvert en 2007 a permis le regroupement des hôpitaux d'Oyonnax et de Nantua qui dataient de l'avant-guerre, mais également une mise aux normes de leurs infrastructures.

### Sports
- Terrain de football et basket
- Terrain de pétanque
- Terrain de boules lyonnaises.

### Personnalités liées à la commune
- Henri Romans-Petit (Firminy, Loire 1897 - Ceignes 1980) : colonel, chef des maquis de l'Ain et du Haut-Jura dès 1942 ; il organisa (à la tête de ses maquisards), le 11 novembre 1943, "au nez et à la barbe" de l'occupant nazi, un défilé dans les rues d'Oyonnax avec dépôt de gerbe au monument aux morts. Il termina sa vie à Ceignes et est inhumé au cimetière d'Oyonnax.
- Henri Girousse (1913-1998), compagnon d'Henri Romans-Petit pendant la guerre, a fini sa vie dans la commune de Ceignes où il a exercé la fonction de maire.

## Économie

### Emploi
Jusqu'en 1950, l'agriculture était l'activité principale de la commune. Aujourd'hui, une seule exploitation subsiste et les surfaces agricoles sont louées aux agriculteurs des communes extérieurs.
Aujourd'hui[Quand ?], l'atelier de matière plastique, les artisans ainsi que l'aire de service de l'autoroute A40 sont sources d'emplois.

### Entreprises de l'agglomération
Une entreprise de volets roulants, créée en 1990, emploie une trentaine d'habitants des environs de la commune.

### Commerce
Des commerçants ambulants viennent chaque semaine dans le village, notamment : un boulanger qui vient de Saint-Martin-du-Fresne et un poissonnier qui vient de Montréal-la-Cluse.

## Culture et patrimoine

### Lieux et monuments

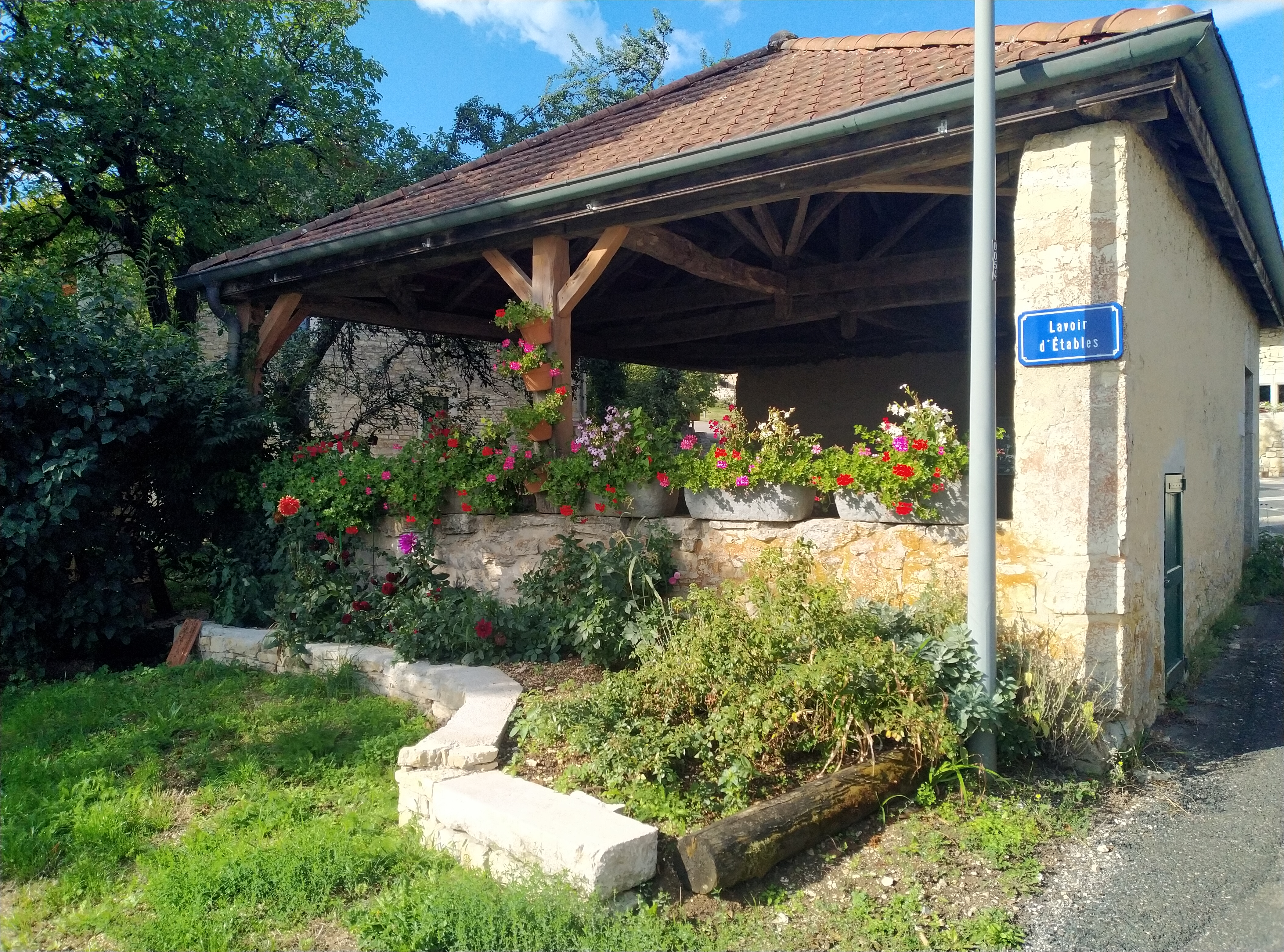
Lavoir d'Etables

#### Monuments laïques
Il existe plusieurs fours à pain sur la commune ainsi qu'un lavoir communal. On retrouve aussi la trace d'un chemin gallo-romain.

#### Monuments religieux

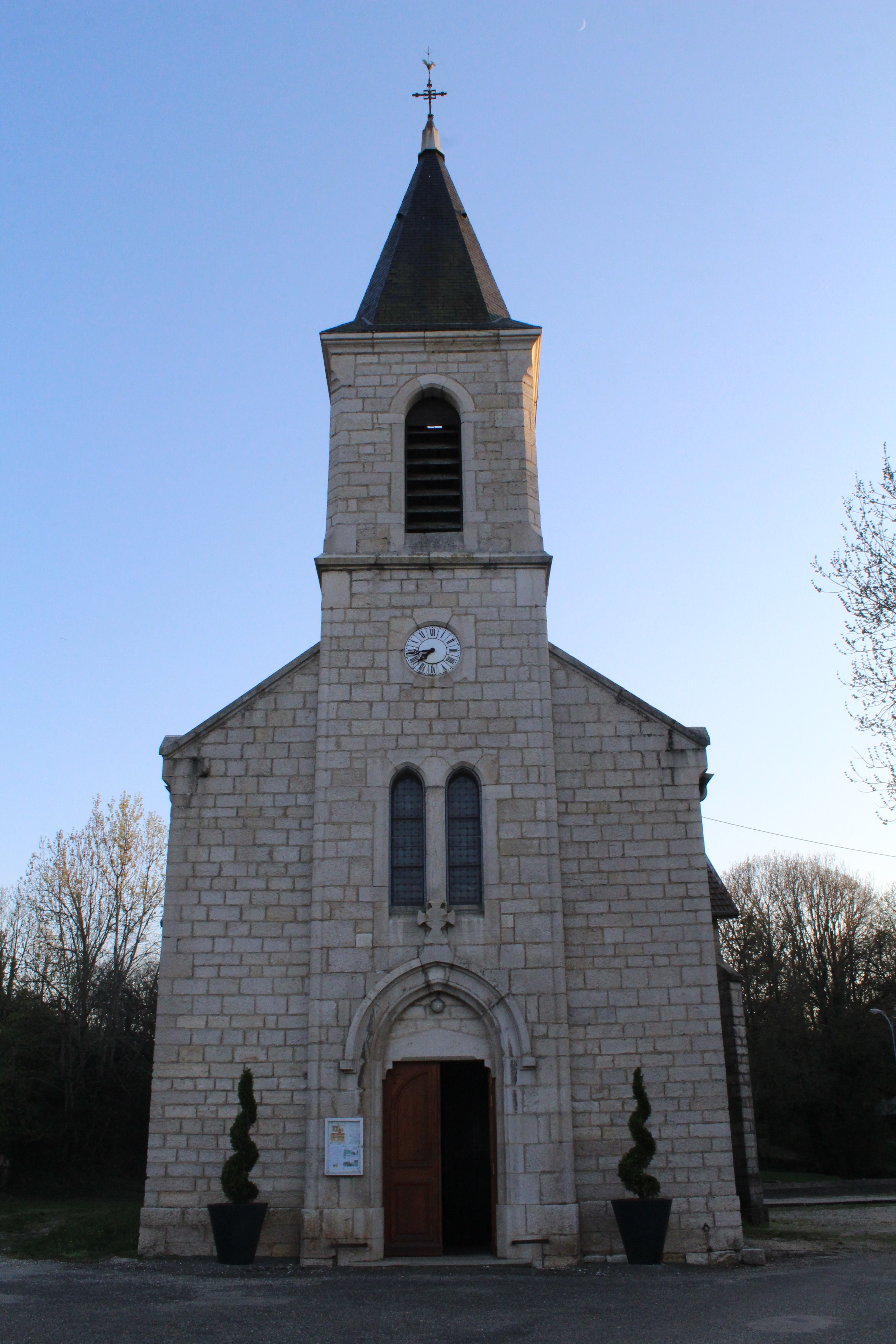
L'église Sainte-Catherine.

- Dans la hameau d'Étables, se trouve une chapelle fortifiée[20] du XIIe siècle, elle se trouve au point le plus élevé du hameau. Cette chapelle Saint-Laurent d'Étables est inscrite aux monuments historiques est de style roman remanié en gothique[21].
- Église Sainte-Catherine de Ceignes.
- Ancienne église Sainte-Catherine de Ceignes.

#### Patrimoine naturel
Le marais des Lèches, zone humide, située à proximité d'Etables, est un écrin protecteur pour la faune et la flore. Un sentier pédestre sur pilotis et un observatoire permettent une approche de l'étang. Le site est équipé de tables de pique-nique et de places de stationnement.